# الثلث الفوقاني (السفلات)
الثلث الفوقاني هي إحدى مشيخات المملكة المغربية، تتبع جغرافيا لإقليم الرشيدية وإداريًا لالسفلات. يقدر عدد سكانها بـ 6306 نسمة حسب الإحصاء الرسمي للسكان والسكنى لسنة 2004.